# Яблочкино
Яблочкино — посёлок в Багратионовском районе Калининградской области. Входит в состав Пограничного сельского поселения.
Расположен в 30 км к юго-западу от Калининграда.

## История
Местность в окрестностях современного Яблочкина была издавна заселена людьми. Недалеко от поселка расположен курган периода ранней бронзы 1000—500 годов до н. э.
Впервые населенный пункт Ликкутайн упоминается в документах под 1410 годом. В 1469 году поселком владел Йорг Эбиш. 
В 1950 году Локенен был переименован в поселок Яблочкино.

## Население
| 2002 | 2010 |
| ---- | ---- |
| 5    | ↘1   |

В 1910 году население составляло 104 жителей.